# Păru Rotund
Păru Rotund – wieś w Rumunii, w okręgu Teleorman, w gminie Nenciulești. W 2011 roku liczyła 587 mieszkańców.